# إعادة هيكلة الديون الأرجنتينية

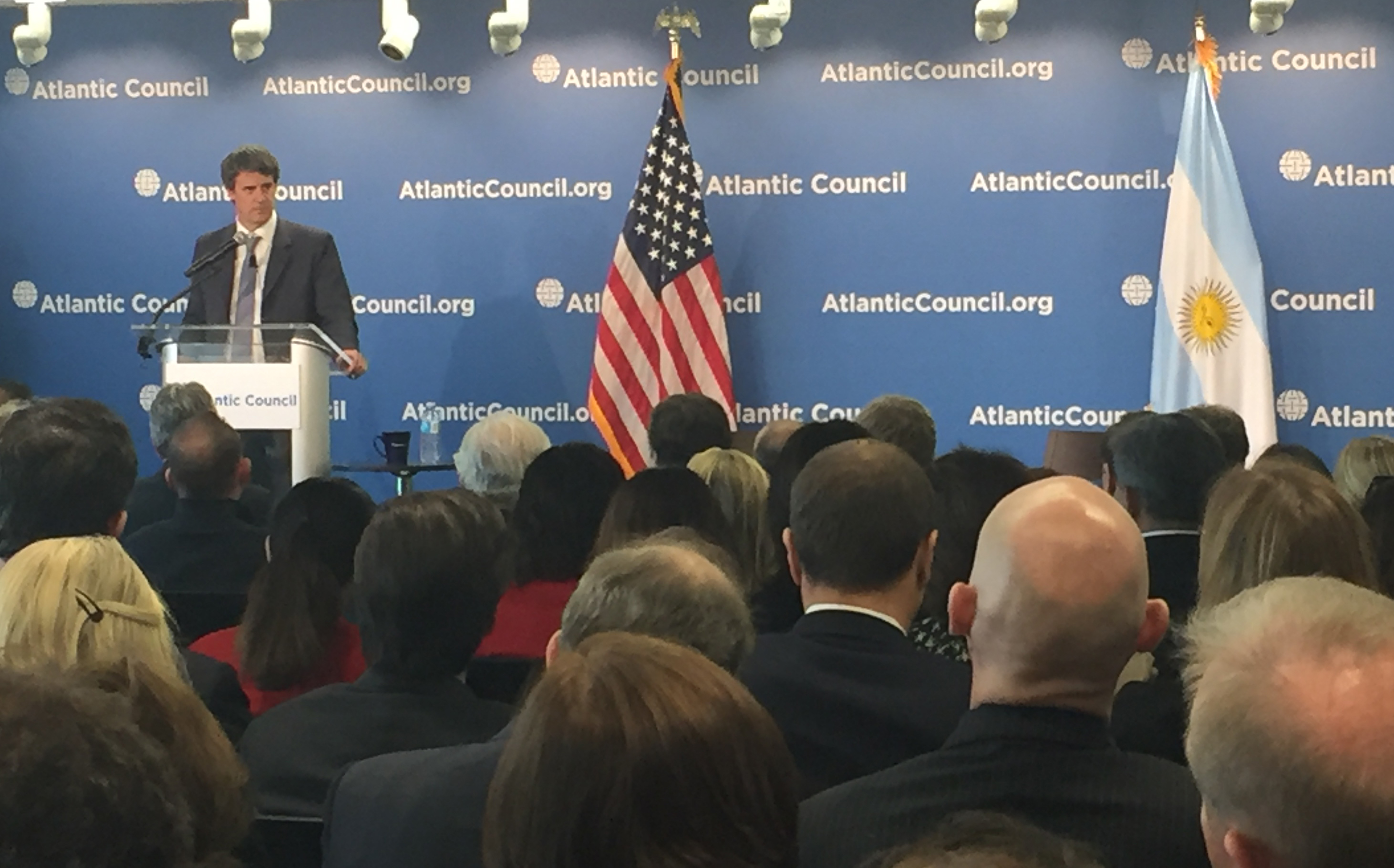
وزير المالية ألفونسو برات جاي يشارك في اجتماعات صندوق النقد الدولي والبنك الدولي بواشنطن.

إعادة هيكلة الديون الأرجنتينية هي عملية إعادة هيكلة للديون من قبل الأرجنتين بدأت في 14 يناير 2005، وسمحت لها باستئناف سداد 76٪ من 82 مليار دولار من السندات السيادية التي تعثرت في عام 2001 في عمق أسوأ أزمة اقتصادية في تاريخ الدولة. أدت عملية إعادة هيكلة الديون الثانية في عام 2010 إلى رفع النسبة المئوية للسندات التي تخضع لشكل من أشكال السداد إلى 93٪، على الرغم من استمرار الخلافات مع الرافضين. قام حاملو السندات الذين شاركوا في إعادة الهيكلة بتسديد أقساط حوالي 30٪ من القيمة الاسمية وشروط الدفع المؤجل، وبدأ الدفع في الموعد المحدد. كما بدأت قيمة سنداتهم شبه العديمة القيمة في الارتفاع. تم سداد نسبة 7٪ المتبقية من حملة السندات بالكامل في وقت لاحق بعد وصول زعيم يمين الوسط والزعيم المتحالف مع الولايات المتحدة ماوريسيو ماكري إلى السلطة في عام 2015.
كجزء من عملية إعادة الهيكلة صاغت الأرجنتين اتفاقات يتم بموجبها معالجة السداد من خلال شركة في نيويورك وتحكمها قوانين الولايات المتحدة. وجد حاملو السندات الرافضة أنفسهم غير قادرين على الاستيلاء على الأصول السيادية الأرجنتينية في التسوية، لكنهم أدركوا أن الأرجنتين قد أغفلت توفير مواقف معطلة واعتبرت بدلاً من ذلك جميع السندات قابلة للسداد بشروط متساوية تمنع المعاملة التفضيلية بين حاملي السندات. لذلك سعى حاملو السندات الرافضة إلى الحصول على أمر قضائي في عام 2012 يحظر على الأرجنتين سداد 93٪ من السندات التي تمت إعادة التفاوض بشأنها ما لم يدفعوا في نفس الوقت نسبة 7٪ من السندات المستحقة بالكامل. جنبًا إلى جنب مع حقوق الاتفاقية على بند العروض المستقبلية، أدى ذلك إلى حالة من الجمود حيث لا يمكن دفع 93٪ من حاملي السندات المعاد التفاوض بشأنهم دون دفع نسبة 7٪ المقيدة، ولكن من المحتمل أن تدفع أي مدفوعات للمتعطلين (وفقًا للأرجنتين ) تحفيز 93٪ على السداد المستحق بالقيمة الكاملة أيضًا مبلغ يقارب 100 مليار دولار لا تستطيع الأرجنتين تحمله. قضت المحاكم بأنه نظرًا لأن الأرجنتين نفسها قد صاغت الاتفاقية واختارت الشروط التي ترغب في اقتراحها، فلا يمكنها الآن الادعاء بأن الشروط كانت غير معقولة أو غير عادلة، وأن هذا لا يمكن حله من خلال تأكيد الوضع السيادي لأن الأمر الزجري لم يكن كذلك. تؤثر على الأصول السيادية لكنها قررت ببساطة أن الأرجنتين يجب ألا تعطي معاملة تفضيلية لأي مجموعة من حملة السندات على أي مجموعة أخرى عند سداد المدفوعات.
في وقت لاحق وعلى الرغم من أن الأرجنتين أرادت سداد بعض الدائنين إلا أن الحكم منع الأرجنتين من القيام بذلك، لأن إجبارها على السداد لجميع الدائنين بما في ذلك الرافضين كان سيبلغ حوالي 100 مليار دولار. لذلك تم تصنيف الدولة على أنها في حالة تخلف انتقائي من قبل وكالة ستاندرد آند بورز وفي حالة تقصير مقيد من قبل وكالة فيتش. أثر الحكم على قانون نيويورك السندات الأرجنتينية. لم تتأثر السندات الأرجنتينية الصادرة بموجب قانون بوينس آيرس والقانون الأوروبي.
تشمل الحلول المقترحة طلب التنازل عن شرط العروض المستقبلية من حملة السندات، أو انتظار انتهاء صلاحية شرط العروض المستقبلية في نهاية عام 2014. أثارت المعضلة مخاوف دولية بشأن قدرة أقلية صغيرة على إحباط إعادة هيكلة ديون متفق عليها لدولة معسرة، وانتقد الحكم الذي أدى إلى ذلك.
على الرغم من أن وسائل الإعلام ذكرت على نطاق واسع أن التخلف عن السداد انتهى بمدفوعات لحملة السندات الرئيسيين في أوائل عام 2016 خلال رئاسة موريسيو ماكري ظلت عدة مئات الملايين من الدولارات من السندات المتأخرة غير المسددة، مما أدى إلى استمرار التقاضي. في نوفمبر 2016 أعلنت الأرجنتين أنها استقرت مع دائنين إضافيين بمبلغ 475 مليون دولار أمريكي.
تعثرت الأرجنتين مرة أخرى في 22 مايو 2020 بفشلها في دفع 500 مليون دولار في موعد استحقاقها لدائنيها. وتتواصل المفاوضات لإعادة هيكلة 66 مليار دولار من ديونها.